# Gare de Fegersheim - Lipsheim
La gare de Fegersheim - Lipsheim est une gare ferroviaire française de la ligne de Strasbourg-Ville à Saint-Louis située sur le territoire de la commune de Lipsheim, proche de Fegersheim, dans la collectivité européenne d'Alsace, en région Grand Est.
Elle est mise en service en 1841 par la Compagnie du chemin de fer de Strasbourg à Bâle. 
C'est une halte voyageurs de la Société nationale des chemins de fer français (SNCF) du réseau TER Grand Est, desservie par des trains express régionaux.

## Situation ferroviaire

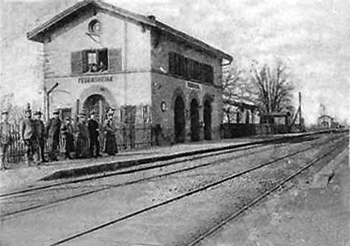
Vue de la gare de Fegersheim en 1898.

Établie à 150 mètres d'altitude, la gare de Fegersheim - Lipsheim est située au point kilométrique (PK) 11,830 de la ligne de Strasbourg-Ville à Saint-Louis entre les gares de Geispolsheim et de Limersheim.

## Histoire
La « station de Fergesheim » est mise en service le 1er mai 1841 par la Compagnie du chemin de fer de Strasbourg à Bâle, lorsqu'elle met en service la section de Strasbourg (Koenigshoffen) à Benfeld. La ligne qui passe sur le ban communal de Lipsheim, qui compte 580 habitants, la station prend néanmoins le nom de la commune voisine, de Fegersheim, qui est plus importante avec 1 770 habitants et qui n'est située qu'à 200 mètres.
C'est l'une des vingt station qui étaient prévues sur le projet d'origine de la ligne et confirmées sur les études définitives. C'est une station de troisième classe, la superficie de son emprise hors celles de la ligne est de 42 ares. Les installations comportent : une cour d'arrivée avec des massifs de fleurs et d'arbustes, un bâtiment principale, une cour de service avec un bâtiment annexe, d'un terrain potager pour le receveur, deux trottoirs (quais) d'une longueur de 50 m, une largeur de 3 m et une hauteur au-dessus des rails de 0,50 m, des deux voies de la ligne et de deux voies d'évitement. Le bâtiment principal est composé : d'un rez-de-chaussée, avec un vestibul, une salle d'attente, le bureau du receveur, un petit magasin et un bureau des douanes, la station étant incluse dans la deuxième zone de surveillance et d'un étage avec les logements du receveur et du garde de la station.
Du 15 août 1841 au 31 mai 1842 la station de Fegersheim délivre des billets à 7 713 voyageurs pour une recette de 7 571,85 francs, auquel s'ajoute 422,00 francs pour le service des bagages et marchandises.
Une 3e voie électrifiée est inaugurée le 14 décembre 2009 entre la gare de Benfeld et la gare de Fegersheim - Lipsheim. Cette inauguration permet la mise en place du cadencement de la ligne. La gare bénéficie de la construction d'un souterrain pour accéder au quai de la nouvelle voie ferrée et de la rénovation de abris.
En 2012, la gare a une moyenne de 306 montées-descentes par jour de semaine.

## Fréquentation
De 2015 à 2024, selon les estimations de la SNCF, la fréquentation annuelle de la gare s'élève aux nombres indiqués dans le tableau ci-dessous.
| Année     | 2015    | 2016    | 2017    | 2018    | 2019    | 2020   | 2021    | 2022    | 2023    | 2024    |
| --------- | ------- | ------- | ------- | ------- | ------- | ------ | ------- | ------- | ------- | ------- |
| Voyageurs | 163 744 | 172 602 | 141 076 | 128 758 | 138 794 | 91 314 | 107 543 | 125 454 | 142 375 | 152 694 |

## Service des Voyageurs

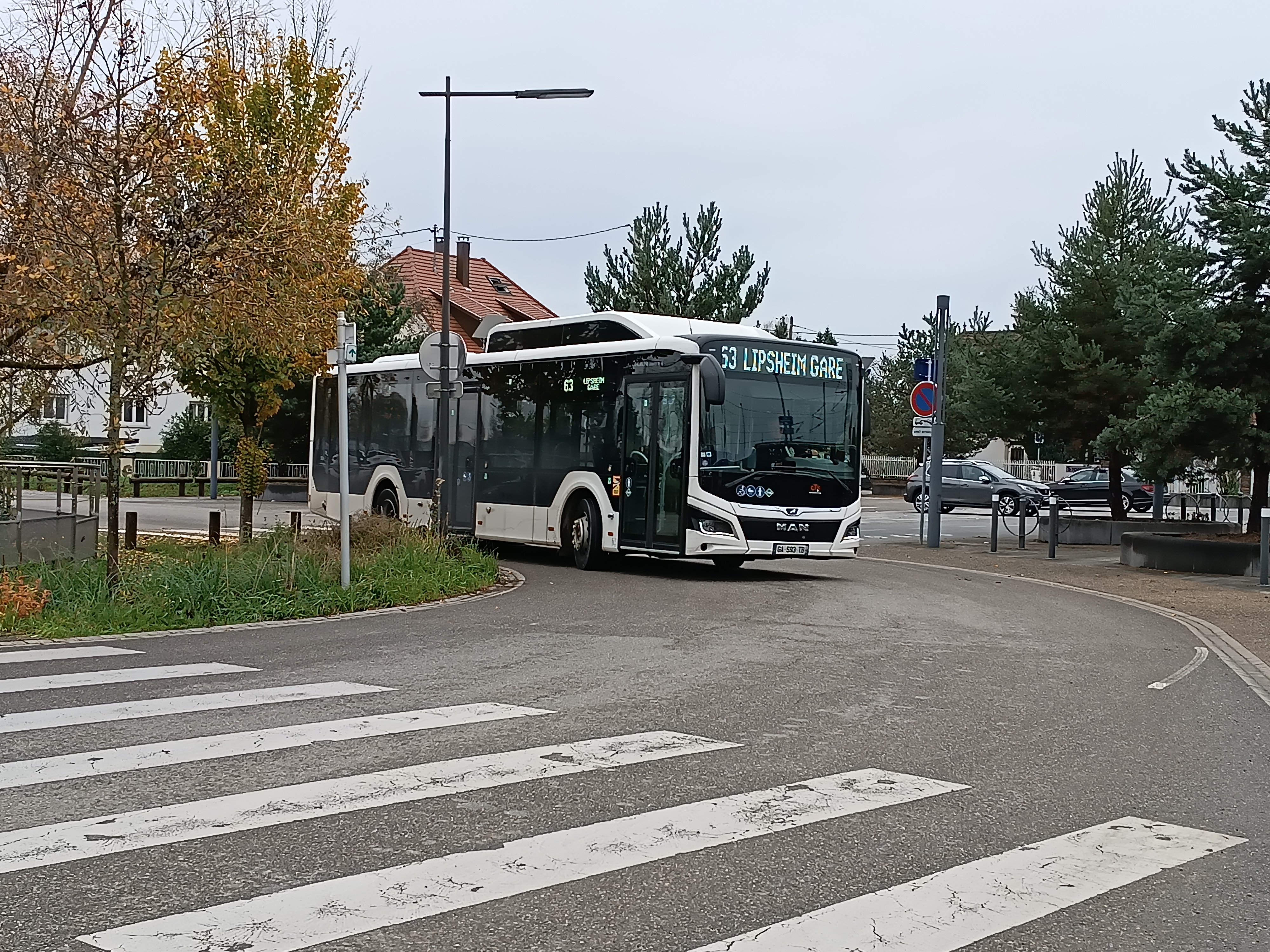
Desserte de la gare par le réseau de bus de l'Eurométropole.

### Accueil
Halte SNCF, c'est un point d'arrêt non géré (PANG) à accès libre. Elle dispose de trois quais avec abris et d'un distributeur de titres de transport TER.
Un souterrain permet la traversée des voies et le passage d'un quai à l'autre

### Desserte
Fegersheim - Lipsheim est une halte voyageurs SNCF du réseau TER Grand Est desservie par des trains express régionaux de la relation Strasbourg-Ville - Sélestat, ou Colmar.

### Intermodalité
Un parc pour les vélos et un parking pour les véhicules y sont aménagés. En complément du service ferroviaire elle est desservie par un service de cars TER sur la relation Sélestat - Strasbourg. Elle est  également desservie (arrêt à proximité) par les lignes de bus 62 et 63  et par le transport à la demande zonal Flex'hop du réseau de la compagnie des transports strasbourgeois.